# کشیشتف زانوسی

کشیشتف پیوس زانوسی (لهستانی: Krzysztof Pius Zanussi؛ ‏ تلفظ لهستانی: [ˈkʂɨʂtɔf]؛ زادهٔ ۱۷ ژوئن ۱۹۳۹) که در برخی منابع فارسی به اشتباه به‌صورت «کریستف زانوسی» و «کریشتف زانوسی» هم نوشته شده‌است، مؤلف، کارگردان، تهیه‌کننده و فیلم‌نامه‌نویس مشهور لهستانی است.

## زندگی‌نامه
کشیشتف زانوسی اندکی پیش از آغاز جنگ جهانی دوم در هفدهمین روز از ششمین ماه میلادی سال ۱۹۳۹ در ورشو به دنیا آمد. در بیست سالگی تحصیل در رشته فیزیک در دانشگاه ورشو را به اتمام رساند و پس از آن به فلسفه روی آورد و پس از سه سال تحصیل در دانشگاه یاگیلونیا واقع در شهر کراکوف، به دلیل تصمیم دانشگاه مبنی بر تعطیلی موقت این رشته آن را نیمه‌کاره رها ساخت. در پی آن، به دلیل دلبستگی به هنر و ادبیات، تحصیلاتش را در رشته کارگردانی در مدرسه عالی فیلم، تلویزیون و تئاتر در شهر ووچ به مدت پنج سال ادامه داد و در سال ۱۹۶۷ میلادی دوره کارشناسی ارشد این رشته را نیز به پایان رسانید.

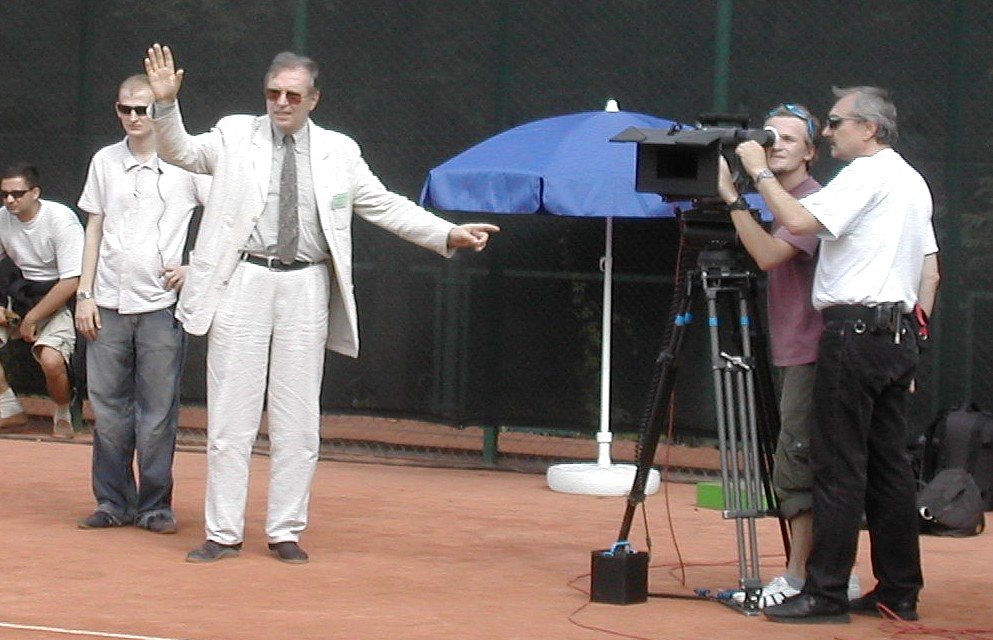
زانوسی در حال کارگردانی فیلم عنصر نامطلوب، مسکو، ۲۰۰۴

وی نخستین فیلم بلند سینمایی‌اش را در آخرین سال تحصیل و با عنوان «مرگ کشیش» ساخت. با همین فیلم در جشنواره‌های ونیز، مانهایم و مسکو موفق به دریافت چندین جایزه شد. با پایان تحصیلات، نخست در گروه موسوم به فیلم‌سازان آماتور به فعالیت پرداخت و پس از چهار سال به معاونت اتحادیه فیلم‌سازان لهستان برگزیده شد. از سال ۱۹۷۱ تا ۱۹۸۳ میلادی در این سمت مشغول به کار بود و همزمان به کار نویسندگی و کارگردانی می‌پرداخت. او همچنین طی سال‌های ۱۹۷۹–۱۹۷۵ میلادی سرپرستی شورای فدراسیون انجمن‌های نقد فیلم لهستان را عهده‌دار بود. زانوسی از سال ۱۹۸۰ میلادی و به موازات گسترش دامنه فعالیت‌هایش ابتدا مدیر هنری و پس از آن مدیر کل استودیوی فیلم تـُر بوده‌است. وی در سال ۱۹۹۰ میلادی به مدیریت فدراسیون اروپایی کارگرانان فیلم دانشگاه سیلسیا در شهر کاتوویتسه گردید. او همچنین در آکادمی فیلم اروپا، هیئت علمی آکادمی هنرهای زیبا و ادبیات در واتیکان، انجمن جهانی قلم و انجمن نویسندگان لهستان نیز عضویت دارد. از میان دیگر مسئولیت‌های زانوسی می‌توان به فعالیت در کمیته فرهنگی واتیکان به عنوان مشاور اشاره نمود.
دو دانشگاه کاتولیک ژان پل دوم در لوبلین در لوبلین و دانشگاه اوپوله در اوپوله به ترتیب در سال‌های ۲۰۰۴ و ۲۰۱۰ میلادی عنوان دکترای افتخاری خویش را به زانوسی اهدا کرده‌اند.
کشیشتف زانوسی تاکنون در کارنامه هنری خود کارگردانی ۲۶ فیلم بلند سینمایی و ۲۳ فیلم و سریال تلویزیونی و نیز تألیف ۱۳ کتاب را به ثبت رسانده است. او از فستیوال‌هایی چون لوکارنو، ماردل پلاته، روتردام و جشنواره فیلم فجر تهران برنده جوایزی شده‌است. زانوسی یکی از کارگردانانی است که سبک و آثارش الگوی نسل معاصر کارگردانان لهستانی متعلق به موج نو قرارگرفته‌است. از برجسته‌ترین شاگردان زانوسی می‌توان به آگنیشکا هولاند اشاره کرد.

## ویژگی‌های آثار زانوسی
آثار زانوسی ترکیبی از فلسفه، ادبیات و هنر است. کشیشتف زانوسی از دوستان و همفکران نزدیک کریشتوف کیشلوفسکی بود و هر دو به یک نحله فکری و هنری در سینمای لهستان تعلق دارند که به سینمای معناگرا یا سینمای موج نو تعبیر شده‌است. آثار وی همچنین با نگاهی انتقادآمیز به لایه‌های مختلف جامعه کمونیستی همراه است. برای زانوسی، فیلم وسیله‌ای است برای بیان اندیشه‌ای خاص و همیشه صحنه، تصویر، مکان و زمان در درجه دوم اهمیت قرار دارند. سناریوی اکثر فیلم‌هایش را خود نگاشته و در بسیاری موارد علاوه بر کارگردانی، تهیه‌کنندگی آن‌ها را نیز بر عهده داشته‌است. تعدادی از فیلم‌های زانوسی در خارج از لهستان و بیشتر در آلمان فیلم برداری و تهیه شده‌است، به همین دلیل نام اصلی بعضی از فیلم‌هایش به زبان آلمانی است.

## گزیدهٔ آثار

### فیلم‌ها
- ساختار بلورها (۱۹۶۹)
- زندگی خانوادگی (۱۹۷۱)
- روشنگری (۱۹۷۳)
- جنایت در کاتمونت (۱۹۷۴)
- ترازنامه سه‌ماهه (۱۹۷۵)
- استتار (۱۹۷۷)
- خانه زنان (۱۹۷۷)
- مارپیچ (۱۹۷۸)
- راه‌ها در میان شب (۱۹۷۹)
- قرارداد (۱۹۸۰)
- عامل ثابت (۱۹۸۰)
- از سرزمینی دور (۱۹۸۱)
- دست‌نیافتنی‌ها (۱۹۸۲)
- امر ضروری (۱۹۸۲)
- سالی از خورشید خاموش (۱۹۸۴)
- ریش‌آبی (۱۹۸۴)
- قدرت شیطان (۱۹۸۵)
- روزگار سپری‌شده (۱۹۸۷)
- جادوگر جوان (۱۹۸۷؛ تهیه‌کننده)
- هر کجا که باشی (۱۹۸۹)
- وضعیت تملک (۱۹۸۹)
- زندگی برای زندگی: ماکسیمیلیان کلبه (۱۹۹۱)
- ارتباط خاموش (۱۹۹۲)
- به تاخت (۱۹۹۶)
- برادر الهی ما (۱۹۹۷)
- زندگی به مثابه بیماری آمیزشی مرگبار (۲۰۰۰)
- مکمل (۲۰۰۲)
- همبستگی، همبستگی... اپیزود «تانک‌ها» (۲۰۰۵)
- عنصر نامطلوب (۲۰۰۵)
- خورشید سیاه (۲۰۰۷)
- یک قلب گرم (۲۰۰۸)
- بازدید (۲۰۰۹)
- جسم خارجی (۲۰۱۴)
- اِتِـر (۲۰۱۸)

### تله‌فیلم‌ها و مجموعه‌های تلویزیونی
- نیزه‌دار و یک دختر (۱۹۶۱)
- چتر در توفان (۱۹۶۱)
- دزد را بگیرید (۱۹۶۱)
- هولدن (۱۹۶۱)
- از بوداپست با هواپیما (۱۹۶۲)
- دانشجویان (۱۹۶۳)
- شاهد (۱۹۶۴)
- مرگ یک شهرستانی (۱۹۶۵)
- صنعت (۱۹۶۶)
- ماریا دامبروفسکا (۱۹۶۶)
- رو در رو (۱۹۶۷)
- من و ناتاشا (۱۹۶۷)
- آزمون (۱۹۶۸)
- کوه‌ها در تاریکی (۱۹۷۰)
- نقش (۱۹۷۰)
- پشت یک دیوار (۱۹۷۱)
- فرضیه (۱۹۷۲)
- مهربانی از پیش پرداخته شده ۱۹۷۵
- شیفت شب (۱۹۷۵)
- درس آناتومی (۱۹۷۷)
- کراکوف من (۱۹۷۹)
- ویتولد لوتوسوافسکی در گفتگو با کشیشتف زانوسی (۱۹۹۰)
- ناپلئون (۱۹۹۱)
- گفتگویی طولانی با یک پرنده (۱۹۹۲)

#### سری فیلم‌های تلویزیونی «داستان‌های پایان هفته»
- یک امر زنانه (۱۹۹۶)
- ایمان سست (۱۹۹۶)
- جذابیت فریبنده (۱۹۹۶)
- قوانین نانوشته (۱۹۹۶)
- نغمهٔ روح (۱۹۹۷)
- خط تأخیر (۱۹۹۷)
- واپسین حلقه (۱۹۹۷)
- گنج‌های پنهان (۲۰۰۰)

### تالیفات

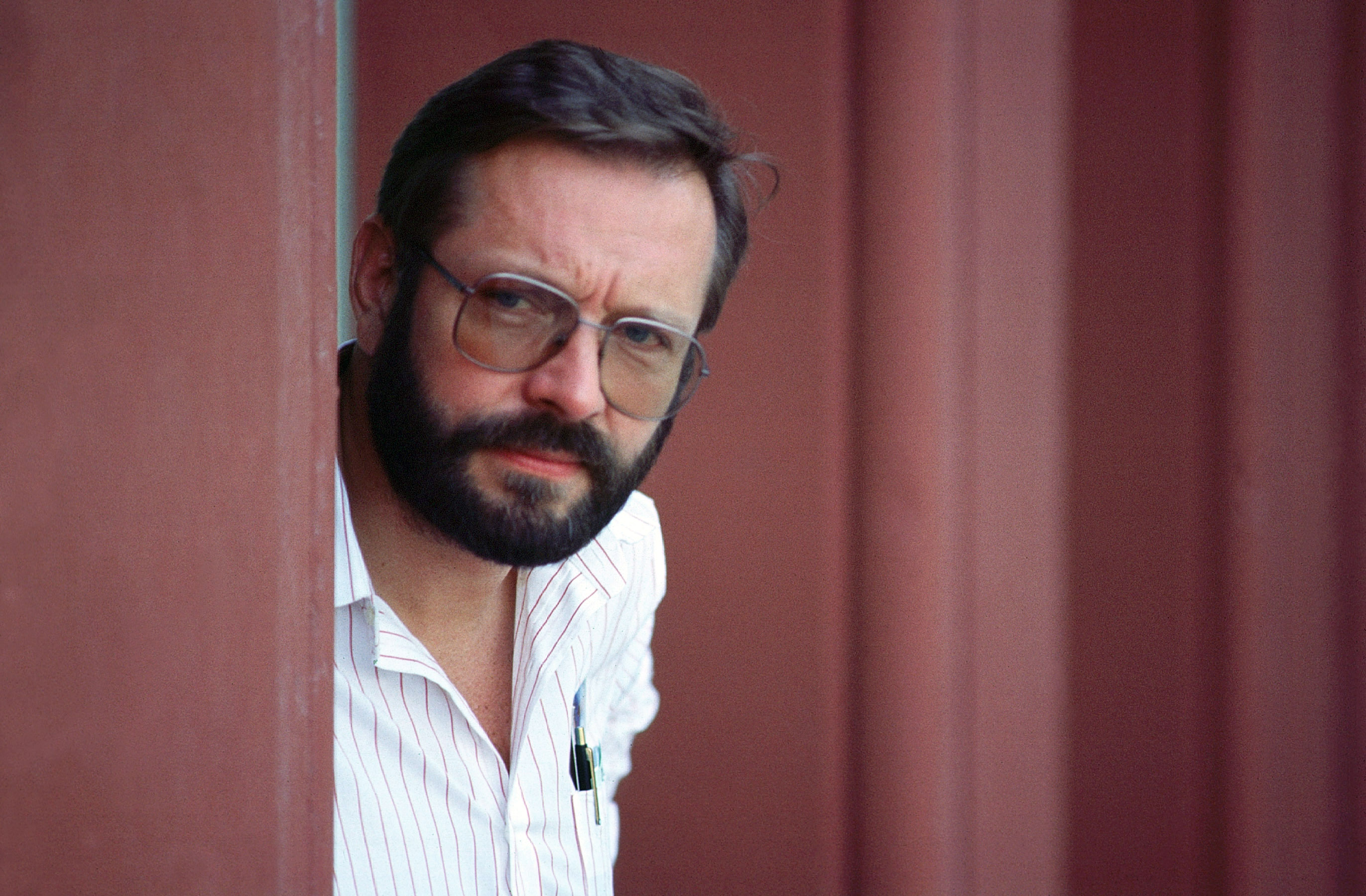
زانوسی در سال ۱۹۸۴

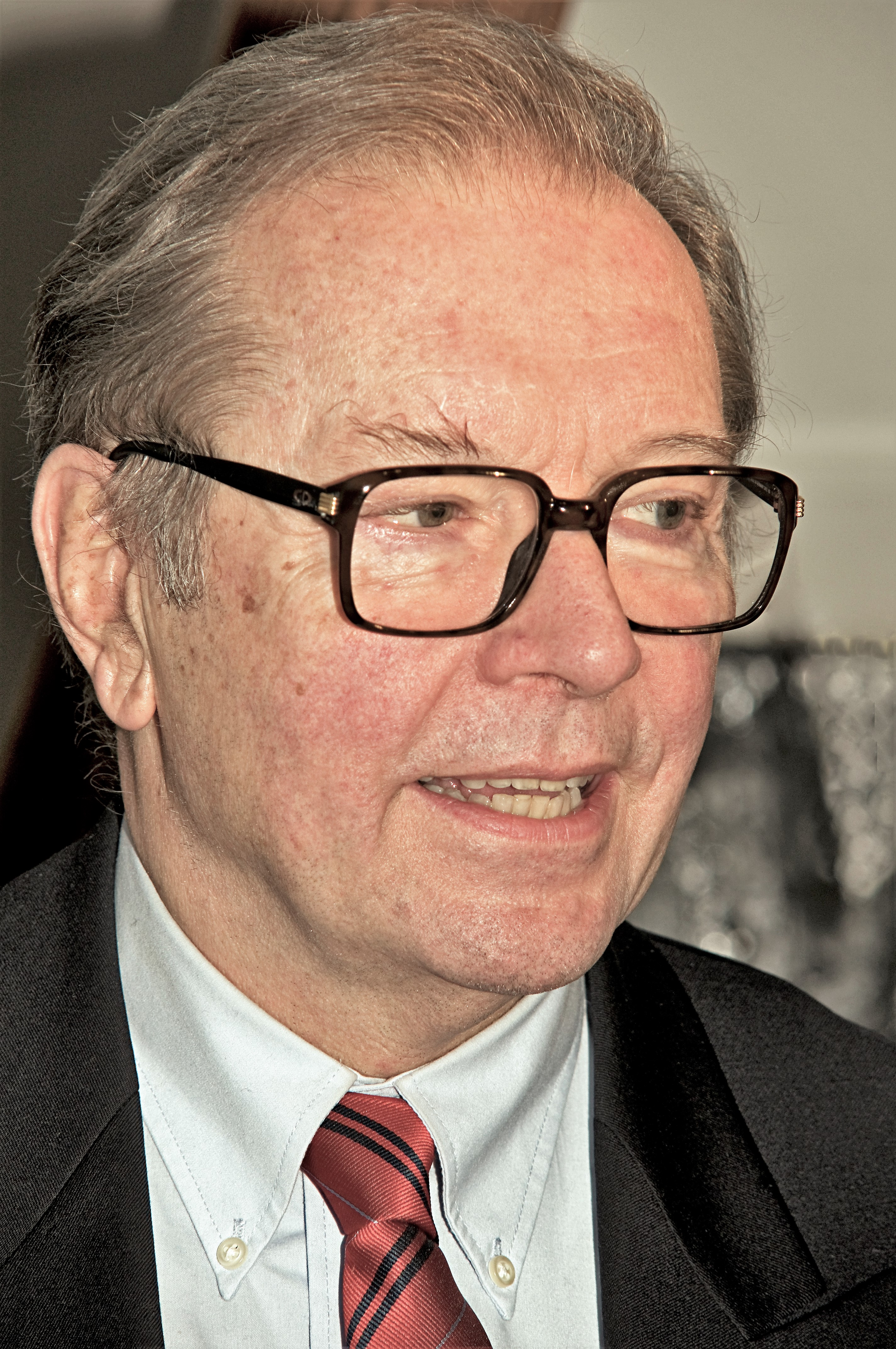
زانوسی در سال ۲۰۱۰

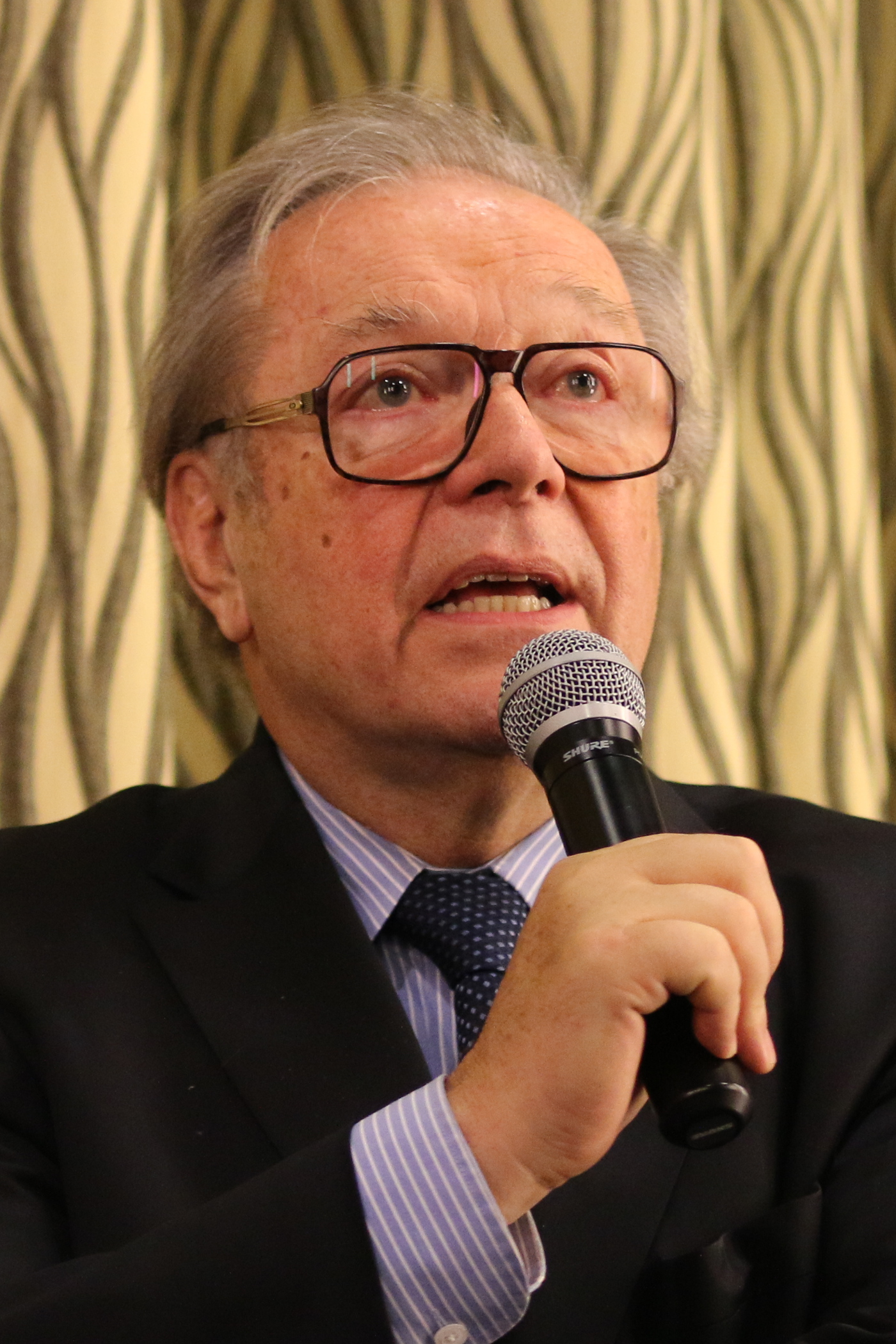
زانوسی در سال ۲۰۱۴

- در زمینه مونتاژ فیلم‌های آماتوری ۱۹۶۸
- مجموعه رمان: چهره در چهره، امتحان، شانس، کوه‌ها در تاریکی، نقش، فراسوی دیوار، مهربانی از پیش پرداخته شده، فرضیه، مرگ کشیش ۱۹۷۸
- فیلم‌نامه‌ها ورشو ۱۹۷۸
- گفتگو دربارهٔ فیلم‌های آماتوری ۱۹۷۸
- قرارداد ۱۹۸۰
- فیلم‌نامه‌ها - ۲ ورشو ۱۹۸۵
- فیلم‌نامه‌ها - ۳ ورشو ۱۹۹۲
- داستان‌های پایان هفته ۱۹۹۷
- زمان مردن فرارسیده‌است - مجموعه خاطرات و نظرات ۱۹۹۷
- فیلم‌نامه‌ها - ۴ ۱۹۹۸
- بین بازار و سالن ۱۹۹۹
- شتر و گوش سوزنی ۲۰۰۱
- «بیگوس» نمی‌میرد!... در اروپای خانوادگی ۲۰۰۳

## مهم‌ترین جایزه‌ها
- جایزه وزارت فرهنگ و هنر لهستان برای خلاقیت هنری، ۱۹۷۱ م.
- جایزه ویژه هیئت داوران جشنواره فیلم ونیز برای فیلم قانون تغییرناپذیر، ۱۹۸۲ م.
- شیر طلایی جشنواره فیلم ونیز برای سالی از خورشید خاموش، ۱۹۸۴ م.
- جایزه ملی درجه یک لهستان برای فعالیت‌های هنری در زمینه سینما و تلویزیون، ۱۹۸۴ م.
- نامزدی دریافت جایزه برتر گلدن گلوب برای فیلم سال خورشید آرام، ۱۹۸۵ م.
- جایزه Lumière برای خلاقیت‌های هنری در بخش فیلم، ۱۹۸۷ م.
- جایزه کمیته سینماگران لهستان برای برترین فیلم ساز، ۱۹۹۱ م.
- جایزه مخصوص هیئت داوران جشنواره فیلم توکیو برای فیلم تاختن، ۱۹۹۶ م.
- جایزه «سال‌های پایانی قرن بیستم» از سوی گروه بین‌المللی خوانندگان کتاب در سن مینیاتو، ۱۹۹۸ م.
- جایزه آفرینش‌های هنری از سوی مجله فبیوفست (Febiofest) در پراگ، ۲۰۰۲ م.
- جایزه برای همه فعالیت‌ها و خلاقیت‌های هنری، بیست و نهمین جشنواره فلاینو، ایتالیا
- جایزه فیلم‌ساز برگزیده، نوزدهمین جشنواره بین‌المللی فیلم بیت‌المقدس
- جایزه روبرت برسون از سوی وزارت فرهنگ واتیکان، اهدا شده در جشنواره ونیز، ۲۰۰۳ م.
- جایزه پونتی فیچی از سوی انجمن اندیشه در ورشو، ۲۰۰۹ م.